# Monaville (Virginie-Occidentale)
Monaville est une census-designated place située dans le comté de Logan, dans l’État de Virginie-Occidentale, aux États-Unis. Lors du recensement de 2020, elle comptait 302 habitants.